# Список глав государств в 1968 году
| 1967 ← Список глав государств по годам → 1969 |

В списке перечислены лидеры государств по состоянию на 1968 год. В том случае, если ведущую роль в государстве играет коммунистическая партия, указан как де-юре глава государства — председатель высшего органа государственной власти, так и де-факто — глава коммунистической партии.
Цветом выделены страны, в которых в данном году произошли смены власти вследствие следующих событий:
- Получение страной независимости;
- Военный переворот, революция, всеобщее восстание ;
- Президентские выборы;
- парламентские выборы, парламентский кризис;
- Смерть одного из руководителей страны;
- Иные причины.

## Азия
|                                                          | Арабские эмираты (протектораты Великобритании) |                                              |                                                        | | |  |
|                                                          |                                                | Абу-Даби                                     | Эмир                                                   | Заид ибн Султан Аль Нахайян                                                                                        | 1966 год—2004 год |  |
|                                                          | Аджман                                         | Эмир                                         | Рашид III ибн Хумайд                                   | 1928 год—1981 год                                                                                                  | |  |
|                                                          | Дубай                                          | Шейх                                         | Рашид ибн Саид Аль Мактум                              | 1958 год—1971 год                                                                                                  | |  |
|                                                          | Рас-эль-Хайма                                  | Эмир                                         | Сакр ибн Мухаммад                                      | 1948 год—2010 год                                                                                                  | |  |
|                                                          | Умм-эль-Кайвайн                                | Эмир                                         | Ахмад II бин Рашид аль-Муалла                          | 1929 год—1981 год                                                                                                  | |  |
|                                                          | Эль-Фуджайра                                   | Шейх                                         | Мохаммед бин Хамад                                     | 1938 год—1974 год                                                                                                  | |  |
|                                                          | Шарджа                                         | Шейх                                         | Халид III бин Мухаммад                                 | 1965 год—1972 год                                                                                                  | |  |
|                                                          | Афганистан                                     | Афганистан                                   | Король                                                 | Захир-шах | 1933 год—1973 год |  |
| Премьер-министр                                          | Афганистан                                     | Афганистан                                   | Нур Ахмад Эттемади                                     | 1967 год—1971 год                                                                                                  | |  |
|                                                          | Бахрейн (протекторат Великобритании)           | Бахрейн (протекторат Великобритании)         | Хаким                                                  | Иса ибн Салман Аль Халифа                                                                                          | 1961 год—1971 год |  |
|                                                          | Союз Бирма                                     | Союз Бирма                                   | Председатель Революционного совета                     | Не Вин | 1962 год—1974 год |  |
| Премьер-министр                                          | Союз Бирма                                     | Союз Бирма                                   | 1958 год—1960 год, 1962 год—1974 год                   | Не Вин | |  |
| Флаг Брунея                                              | Бруней (протекторат Великобритании)            | Бруней (протекторат Великобритании)          | Султан                                                 | Хассанал Болкиах                                                                                                   | 1967 год — настоящее время |  |
|                                                          | Бутан                                          | Бутан                                        | Король                                                 | Джигме Дорджи Вангчук                                                                                              | 1952 год—1972 год |  |
|                                                          | Республика Вьетнам                             | Республика Вьетнам                           | Президент                                              | Нгуен Ван Тхьеу | 1965 год—1975 год |  |
| Премьер-министр                                          | Республика Вьетнам                             | Республика Вьетнам                           | Нгуен Ван Лок Чан Ван Хыонг                            | 1967 год—1968 год (1964 год—1965 год, 1968 год—1969 год)                                                           | |  |
|                                                          | Демократическая Республика Вьетнам             | Демократическая Республика Вьетнам           | Председатель ЦК Партии трудящихся Вьетнама             | Хо Ши Мин | 1951 год—1969 год |  |
| Президент                                                | Демократическая Республика Вьетнам             | Демократическая Республика Вьетнам           | 1945 год—1969 год                                      | Хо Ши Мин | |  |
| Премьер-министр                                          | Демократическая Республика Вьетнам             | Демократическая Республика Вьетнам           | Фам Ван Донг                                           | 1955 год—1976 год                                                                                                  | |  |
| Флаг Израиля                                             | Израиль                                        | Израиль                                      | Президент                                              | Залман Шазар | 1963 год—1973 год |  |
| Флаг Израиля                                             | Израиль                                        | Израиль                                      | Премьер-министр                                        | Леви Эшколь | 1963 год—1969 год |  |
|                                                          | Индия                                          | Индия                                        | Президент                                              | Закир Хусейн | 1967 год—1969 год |  |
| Премьер-министр                                          | Индия                                          | Индия                                        | Индира Ганди                                           | 1966 год—1977 год, 1980 год—1984 год                                                                               | |  |
| Флаг Индонезии                                           | Индонезия                                      | Индонезия                                    | Президент                                              | Сухарто | 1967 год—1998 год |  |
| Флаг Иордании                                            | Иордания                                       | Иордания                                     | Король                                                 | Хусейн ибн Талал                                                                                                   | 1952 год—1999 год |  |
| Флаг Иордании                                            | Иордания                                       | Иордания                                     | Премьер-министр                                        | Бахджат ат-Тальхуни                                                                                                | 1960 год—1962 год, 1964 год—1965 год, 1967 год—1969 год, 1969 год—1970 год |  |
|                                                          | Ирак                                           | Ирак                                         | Президент                                              | Абд ар-Рахман Ареф Ахмад Хасан Аль-Бакр                                                                            | 1966 год—1968 год 1968 год—1979 год |  |
| Премьер-министр                                          | Ирак                                           | Ирак                                         | Тахир Яхья Абд ар-Раззак Ан-Наиф Ахмад Хасан Аль-Бакр  | (1963 год—1965 год, 1967 год—1968 год) 1968 год (1963 год, 1968 год—1979 год)                                      | |  |
|                                                          | Иран                                           | Иран                                         | Шах                                                    | Мохаммед Реза Пехлеви                                                                                              | 1941 год—1979 год |  |
| Премьер-министр                                          | Иран                                           | Иран                                         | Амир Аббас Ховейда                                     | 1965 год—1977 год                                                                                                  | |  |
|                                                          | Йеменская Арабская Республика                  | Йеменская Арабская Республика                | Президент                                              | Абдель Рахман Арьяни                                                                                               | 1967 год—1974 год |  |
| Премьер-министр                                          | Йеменская Арабская Республика                  | Йеменская Арабская Республика                | Хасан Аль-Амри                                         | 1964 год, 1965 год, 1965 год—1966 год, 1967 год—1969 год, 1971 год                                                 | |  |
|                                                          | Народная Демократическая Республика Йемен      | Народная Демократическая Республика Йемен    | Президент                                              | Кахтан Мухаммед Аш-Шааби                                                                                           | 1967 год—1969 год |  |
|                                                          | Камбоджа                                       | Камбоджа                                     | Глава государства                                      | Нородом Сианук | 1960 год—1970 год |  |
| Премьер-министр                                          | Камбоджа                                       | Камбоджа                                     | Сон Санн Пенн Нут                                      | 1967 год—1968 год (1948 год—1949 год, 1953 год, 1954 год—1955 год, 1961 год, 1968 год—1969 год, 1975 год—1976 год) | |  |
|                                                          | Катар (протекторат Великобритании)             | Катар (протекторат Великобритании)           | Эмир                                                   | Ахмад бин Али Аль Тани                                                                                             | 1960 год—1972 год |  |
|                                                          | Кипр                                           | Кипр                                         | Президент                                              | Архиепископ Макариос III                                                                                           | 1960 год—1974 год 1974 год—1977 год |  |
|                                                          | Китайская Народная Республика                  | Китайская Народная Республика                | Генеральный секретарь ЦК Коммунистической партии Китая | Мао Цзэдун | 1943 год—1976 год |  |
| Председатель                                             | Китайская Народная Республика                  | Китайская Народная Республика                | Лю Шаоци Дун Биу Сун Цинлин                            | 1959 год—1968 год 1968 год—1975 год 1968 год—1972 год                                                              | |  |
| Премьер Госсовета                                        | Китайская Народная Республика                  | Китайская Народная Республика                | Чжоу Эньлай                                            | 1949 год—1976 год                                                                                                  | |  |
|                                                          | Китайская Республика (Тайвань)                 | Китайская Республика (Тайвань)               | Президент                                              | Чан Кайши | 1950 год—1975 год |  |
| Председатель Исполнительного Юаня                        | Китайская Республика (Тайвань)                 | Китайская Республика (Тайвань)               | Янь Цзягань                                            | 1963 год—1972 год                                                                                                  | |  |
|                                                          | Корейская Народно-Демократическая Республика   | Корейская Народно-Демократическая Республика | Генеральный секретарь ЦК Трудовой партии Кореи         | Ким Ир Сен | 1966 год—1994 год |  |
| Председатель кабинета министров                          | Корейская Народно-Демократическая Республика   | Корейская Народно-Демократическая Республика | 1948 год—1972 год                                      | Ким Ир Сен | |  |
| Председатель Президиума Верховного народного собрания    | Корейская Народно-Демократическая Республика   | Корейская Народно-Демократическая Республика | Чхве Ён Гон                                            | 1957 год—1972 год                                                                                                  | |  |
| Флаг Кувейта                                             | Кувейт                                         | Кувейт                                       | Эмир                                                   | Сабах ас-Салем ас-Сабах                                                                                            | 1965 год—1977 год |  |
| Флаг Кувейта                                             | Кувейт                                         | Кувейт                                       | Премьер-министр                                        | Джабер аль-Ахмед ас-Сабах                                                                                          | 1965 год—1977 год |  |
|                                                          | Лаос                                           | Лаос                                         | Король                                                 | Саванг Ватхана | 1959 год—1975 год |  |
| Премьер-министр                                          | Лаос                                           | Лаос                                         | Суванна Фума                                           | 1951 год—1954 год, 1956 год—1958 год, 1960 год, 1962 год—1975 год                                                  | |  |
| Флаг Ливана                                              | Ливан                                          | Ливан                                        | Президент                                              | Шарль Элу | 1964 год—1970 год |  |
| Флаг Ливана                                              | Ливан                                          | Ливан                                        | Премьер-министр                                        | Рашид Караме Абдалла Яфи                                                                                           | (1955 год—1956 год, 1958 год—1960 год, 1961 год—1964 год, 1965 год—1966 год, 1966 год—1968 год, 1969 год—1970 год, 1975 год—1976 год, 1984 год—1987 год) (1938 год—1939 год, 1951 год—1952 год, 1952 год, 1953 год, 1956 год, 1966 год, 1968 год—1969 год) |  |
|                                                          | Малайзия                                       | Малайзия                                     | Янг ди-Пертуан Агонг (Верховный глава)                 | Исмаил Насируддин Шах                                                                                              | 1965 год—1970 год |  |
| Премьер-министр                                          | Малайзия                                       | Малайзия                                     | Абдул Рахман                                           | 1957 год—1970 год                                                                                                  | |  |
| Флаг Мальдивской Республики                              | Мальдивы                                       | Мальдивы                                     | Король                                                 | Мухаммед Фарид Диди                                                                                                | 1954 год—1968 год |  |
| Флаг Мальдивской Республики                              | Мальдивы                                       | Мальдивы                                     | Президент                                              | Ибрагим Насир | 1968 год—1978 год |  |
| Флаг Мальдивской Республики                              | Мальдивы                                       | Мальдивы                                     | Премьер-министр                                        | Ибрагим Насир | 1957 год—1968 год |  |
|                                                          | Монгольская Народная Республика                | Монгольская Народная Республика              | Первый секретарь ЦК Монгольской народной партии        | Юмжагийн Цеденбал                                                                                                  | 1958 год—1984 год |  |
| Председатель Совета министров                            | Монгольская Народная Республика                | Монгольская Народная Республика              | 1952 год—1974 год                                      | Юмжагийн Цеденбал                                                                                                  | |  |
| Председатель Президиума Великого Государственного Хурала | Монгольская Народная Республика                | Монгольская Народная Республика              | Жамсарангийн Самбу                                     | 1954 год—1972 год                                                                                                  | |  |
|                                                          | Непал                                          | Непал                                        | Король                                                 | Махендра | 1955 год—1972 год |  |
| Премьер-министр                                          | Непал                                          | Непал                                        | Сурья Бахадур Тхапа                                    | 1963 год—1964 год, 1965 год—1969 год, 1979 год—1983 год, 1997 год—1997 год, 2003 год—2004 год                      | |  |
|                                                          | Оман (протекторат Великобритании)              | Оман (протекторат Великобритании)            | Султан                                                 | Саид бин Таймур | 1932 год—1970 год |  |
| Флаг Пакистана                                           | Пакистан                                       | Пакистан                                     | Президент                                              | Мухаммед Айюб Хан                                                                                                  | 1958 год—1969 год |  |
| Флаг Пакистана                                           |                                                | Дир                                          | Наваб                                                  | Мохаммад Шах Хосру Хан                                                                                             | 1960 год—1969 год |  |
| Флаг Пакистана                                           |                                                | Хунза                                        | мир                                                    | Мухаммад Джамаль Хан                                                                                               | 1945 год—1974 год |  |
|                                                          | Саудовская Аравия                              | Саудовская Аравия                            | Король                                                 | Фейсал ибн Абдул-Азиз Аль Сауд                                                                                     | 1964 год—1975 год |  |
| Премьер-министр                                          | Саудовская Аравия                              | Саудовская Аравия                            | 1954 год—1960 год, 1962 год—1975 год                   | Фейсал ибн Абдул-Азиз Аль Сауд                                                                                     | |  |
|                                                          | Сикким                                         | Сикким                                       | Чогьял                                                 | Палден Тондуп Намгьял                                                                                              | 1963 год—1975 год |  |
| Флаг Сингапура                                           | Сингапур                                       | Сингапур                                     | Президент                                              | Юсоф бин Исхак | 1965 год—1970 год |  |
| Флаг Сингапура                                           | Сингапур                                       | Сингапур                                     | Премьер-министр                                        | Ли Куан Ю | 1959 год—1990 год |  |
|                                                          | Сирия                                          | Сирия                                        | Президент                                              | Нуреддин Аль-Атаси                                                                                                 | 1966 год—1970 год |  |
| Премьер-министр                                          | Сирия                                          | Сирия                                        | Юсуф Зуэйин Нуреддин Аль-Атаси                         | (1965 год, 1966 год—1968 год) 1968 год—1970 год                                                                    | |  |
| Флаг Таиланда                                            | Таиланд                                        | Таиланд                                      | Король                                                 | Рама IX (Пхумипон Адульядет)                                                                                       | 1946 год—2016 год |  |
| Флаг Таиланда                                            | Таиланд                                        | Таиланд                                      | Премьер-министр                                        | Таном Киттикачон                                                                                                   | 1958 год, 1963 год—1973 год |  |
|                                                          | Турция                                         | Турция                                       | Президент                                              | Джевдет Сунай | 1966 год—1973 год |  |
| Премьер-министр                                          | Турция                                         | Турция                                       | Сулейман Демирель                                      | 1965 год—1971 год, 1975 год—1977 год, 1977 год—1978 год, 1979 год—1980 год, 1991 год—1993 год                      | |  |
|                                                          | Филиппины                                      | Филиппины                                    | Президент                                              | Фердинанд Маркос                                                                                                   | 1965 год—1986 год |  |
|                                                          | Цейлон (доминион Великобритании)               | Цейлон (доминион Великобритании)             | Королева                                               | Елизавета II | 1952 год—1972 год |  |
| Генерал-губернатор                                       | Цейлон (доминион Великобритании)               | Цейлон (доминион Великобритании)             | Уильям Гопаллава                                       | 1962 год—1972 год                                                                                                  | |  |
| Премьер-министр                                          | Цейлон (доминион Великобритании)               | Цейлон (доминион Великобритании)             | Дадли Шелтон Сенанаяке                                 | 1952 год—1953 год, 1960 год, 1965 год—1970 год                                                                     | |  |
|                                                          | Южная Корея                                    | Южная Корея                                  | Президент                                              | Пак Чонхи | 1962 год—1979 год |  |
| Премьер-министр                                          | Южная Корея                                    | Южная Корея                                  | Чон Иль Гвон                                           | 1964 год—1970 год                                                                                                  | |  |
|                                                          | Япония                                         | Япония                                       | Император                                              | Хирохито (император Сёва)                                                                                          | 1926 год—1989 год |  |
| Премьер-министр                                          | Япония                                         | Япония                                       | Эйсаку Сато                                            | 1964 год—1972 год                                                                                                  | |  |

## Африка
| Флаг                                | Страна                                                                                 | Страна                                                                                 | Должность                                       | Имя                                                    | Начало и конец срока                                     | Фото |
| ----------------------------------- | -------------------------------------------------------------------------------------- | -------------------------------------------------------------------------------------- | ----------------------------------------------- | ------------------------------------------------------ | -------------------------------------------------------- | ---- |
| Флаг Алжира                         | Алжир                                                                                  | Алжир                                                                                  | Председатель Революционного совета              | Хуари Бумедьен                                         | 1965 год—1976 год                                        |      |
|                                     | Биафра                                                                                 | Биафра                                                                                 | Президент                                       | Чуквемека Одумегву-Оджукву                             | 1967 год—1970 год                                        |      |
| Флаг Ботсваны                       | Ботсвана                                                                               | Ботсвана                                                                               | Президент                                       | Серетсе Кхама                                          | 1966 год—1980 год                                        |      |
|                                     | Бурунди                                                                                | Бурунди                                                                                | Президент                                       | Мишель Мичомберо                                       | 1966 год—1976 год                                        |      |
| Премьер-министр                     | Бурунди                                                                                | Бурунди                                                                                | Мишель Мичомберо                                | 1966 год—1972 год                                      |                                                          |      |
|                                     | Верхняя Вольта                                                                         | Верхняя Вольта                                                                         | Президент                                       | Сангуле Ламизана                                       | 1966 год—1980 год                                        |      |
| Флаг Габона                         | Габон                                                                                  | Габон                                                                                  | Президент                                       | Омар Бонго                                             | 1967 год—2009 год                                        |      |
| Флаг Гамбии                         | Гамбия                                                                                 | Гамбия                                                                                 | Королева                                        | Елизавета II                                           | 1965 год—1970 год                                        |      |
| Флаг Гамбии                         | Гамбия                                                                                 | Гамбия                                                                                 | Генерал-губернатор                              | Фариманг Мамади Сингате                                | 1966 год—1970 год                                        |      |
| Флаг Гамбии                         | Гамбия                                                                                 | Гамбия                                                                                 | Премьер-министр                                 | Дауда Джавара                                          | 1965 год—1970 год                                        |      |
| Флаг Ганы                           | Гана                                                                                   | Гана                                                                                   | Президент                                       | Джозеф Артур Анкра                                     | 1966 год—1969 год                                        |      |
| Флаг Гвинеи                         | Гвинея                                                                                 | Гвинея                                                                                 | Президент                                       | Ахмед Секу Туре                                        | 1958 год—1984 год                                        |      |
|                                     | Дагомея                                                                                | Дагомея                                                                                | Президент                                       | Альфонс Амаду Алле Эмиль Зинсу                         | 1967 год—1968 год 1968 год—1969 год                      |      |
| Премьер-министр                     | Дагомея                                                                                | Дагомея                                                                                | Морис Куаденте                                  | 1967 год—1968 год                                      |                                                          |      |
|                                     | Замбия                                                                                 | Замбия                                                                                 | Президент                                       | Кеннет Каунда                                          | 1964 год—1991 год                                        |      |
|                                     | Камерун                                                                                | Камерун                                                                                | Президент                                       | Ахмаду Ахиджо                                          | 1960 год—1982 год                                        |      |
| Премьер-министр (Восточный Камерун) | Камерун                                                                                | Камерун                                                                                | Симон-Пьер Тшунгуи                              | 1965 год—1972 год                                      |                                                          |      |
| Премьер-министр (Западный Камерун)  | Камерун                                                                                | Камерун                                                                                | Огастин Нгом Джуа Соломон Танденг Муна          | 1965 год—1968 год 1968 год—1972 год                    |                                                          |      |
| Флаг Кении                          | Кения                                                                                  | Кения                                                                                  | Президент                                       | Джомо Кениата                                          | 1964 год—1978 год                                        |      |
|                                     | Республика Конго                                                                       | Республика Конго                                                                       | Президент                                       | Альфонс Массамба-Деба Альфред Рауль                    | 1963 год—1968 год 1968 год—1969 год                      |      |
| Премьер-министр                     | Республика Конго                                                                       | Республика Конго                                                                       | Амбруаз Нумазалай Альфред Рауль                 | 1966 год—1968 год 1968 год—1969 год                    |                                                          |      |
|                                     | Демократическая Республика Конго                                                       | Демократическая Республика Конго                                                       | Президент                                       | Мобуту Сесе Секо                                       | 1965 год—1997 год                                        |      |
|                                     | Лесото                                                                                 | Лесото                                                                                 | Король                                          | Мошвешве II                                            | 1966 год—1990 год, 1995 год—1996 год                     |      |
| Премьер-министр                     | Лесото                                                                                 | Лесото                                                                                 | Джозеф Леабуа Джонатан                          | 1966 год—1986 год                                      |                                                          |      |
|                                     | Либерия                                                                                | Либерия                                                                                | Президент                                       | Уильям Табмен                                          | 1944 год—1971 год                                        |      |
|                                     | Ливия                                                                                  | Ливия                                                                                  | Король                                          | Идрис I                                                | 1951 год—1969 год                                        |      |
| Премьер-министр                     | Ливия                                                                                  | Ливия                                                                                  | Абдул Хамид аль-Баккуш Ванис аль-Каддафи        | 1967 год—1968 год 1968 год—1969 год                    |                                                          |      |
| Флаг Маврикия                       | Маврикий Колония Великобритании, получившая независимость 12 марта 1968 года           | Маврикий Колония Великобритании, получившая независимость 12 марта 1968 года           | Королева                                        | Елизавета II                                           | 1968 год—1992 год                                        |      |
| Флаг Маврикия                       | Маврикий Колония Великобритании, получившая независимость 12 марта 1968 года           | Маврикий Колония Великобритании, получившая независимость 12 марта 1968 года           | Генерал-губернатор                              | Джон Шоу Ренни Мишель Ривалланд Леонард Уильямс        | 1968 год 1968 год 1968 год—1972 год                      |      |
| Флаг Маврикия                       | Маврикий Колония Великобритании, получившая независимость 12 марта 1968 года           | Маврикий Колония Великобритании, получившая независимость 12 марта 1968 года           | Премьер-министр                                 | Сивусагур Рамгулам                                     | 1968 год—1982 год                                        |      |
|                                     | Мавритания                                                                             | Мавритания                                                                             | Президент                                       | Моктар ульд Дадда                                      | 1960 год—1978 год                                        |      |
| Флаг Мадагаскара                    | Мадагаскар                                                                             | Мадагаскар                                                                             | Президент                                       | Филибер Циранана                                       | 1959 год—1972 год                                        |      |
|                                     | Малави                                                                                 | Малави                                                                                 | Президент                                       | Хастингс Банда                                         | 1966 год—1994 год                                        |      |
| Флаг Мали                           | Мали                                                                                   | Мали                                                                                   | Президент                                       | Модибо Кейта Муса Траоре                               | 1960 год—1968 год 1968 год—1991 год                      |      |
| Флаг Мали                           | Мали                                                                                   | Мали                                                                                   | Премьер-министр                                 | Йоро Диаките                                           | 1968 год—1969 год                                        |      |
| Флаг Марокко                        | Марокко                                                                                | Марокко                                                                                | Король                                          | Хасан II                                               | 1961 год—1999 год                                        |      |
| Флаг Марокко                        | Марокко                                                                                | Марокко                                                                                | Премьер-министр                                 | Мохамед Бенхима                                        | 1967 год—1969 год                                        |      |
| Флаг Нигера                         | Нигер                                                                                  | Нигер                                                                                  | Президент                                       | Амани Диори                                            | 1960 год—1974 год                                        |      |
| Флаг Нигерии                        | Нигерия                                                                                | Нигерия                                                                                | Президент                                       | Якубу Говон                                            | 1966 год—1975 год                                        |      |
|                                     | Объединённая Арабская Республика (Египет)                                              | Объединённая Арабская Республика (Египет)                                              | Президент                                       | Гамаль Абдель Насер                                    | 1958 год—1970 год                                        |      |
| Премьер-министр                     | Объединённая Арабская Республика (Египет)                                              | Объединённая Арабская Республика (Египет)                                              | 1958 год—1962 год, 1967 год—1970 год            | Гамаль Абдель Насер                                    |                                                          |      |
|                                     | Родезия Самопровозглашённое государство                                                | Родезия Самопровозглашённое государство                                                | Королева                                        | Елизавета II (формально)                               | 1965 год—1970 год                                        |      |
| Офицер-администратор правительства  | Родезия Самопровозглашённое государство                                                | Родезия Самопровозглашённое государство                                                | Клиффорд Дюпон                                  | 1965 год—1970 год                                      |                                                          |      |
| Премьер-министр                     | Родезия Самопровозглашённое государство                                                | Родезия Самопровозглашённое государство                                                | Ян Смит                                         | 1965 год—1979 год                                      |                                                          |      |
|                                     | Руанда                                                                                 | Руанда                                                                                 | Президент                                       | Грегуар Кайибанда                                      | 1961 год—1973 год                                        |      |
|                                     | Салум (с 1960 года протекторат Сенегала)                                               | Салум (с 1960 года протекторат Сенегала)                                               | маад                                            | Фоде Но Гуйе Диуф                                      | 1935 год—1969 год                                        |      |
|                                     | Свазиленд Британский протекторат, получивший независимость 6 сентября 1968 года        | Свазиленд Британский протекторат, получивший независимость 6 сентября 1968 года        | Король                                          | Собуза II                                              | 1899 год—1982 год                                        |      |
| Премьер-министр                     | Свазиленд Британский протекторат, получивший независимость 6 сентября 1968 года        | Свазиленд Британский протекторат, получивший независимость 6 сентября 1968 года        | Макосини Дламини                                | 1967 год—1976 год                                      |                                                          |      |
| Флаг Сенегала                       | Сенегал                                                                                | Сенегал                                                                                | Президент                                       | Леопольд Седар Сенгор                                  | 1960 год—1980 год                                        |      |
| Флаг Сомали                         | Сомали                                                                                 | Сомали                                                                                 | Президент                                       | Абдирашид Али Шермарк                                  | 1967 год—1969 год                                        |      |
| Флаг Сомали                         | Сомали                                                                                 | Сомали                                                                                 | Премьер-министр                                 | Мохамед Хаджи Эгаль                                    | 1967 год—1969 год                                        |      |
|                                     | Судан                                                                                  | Судан                                                                                  | Председатель Верховного государственного совета | Исмаил аль-Азхари                                      | 1965 год—1969 год                                        |      |
| Премьер-министр                     | Судан                                                                                  | Судан                                                                                  | Мухаммад Махгуб                                 | 1965 год—1966 год, 1967 год—1969 год                   |                                                          |      |
| Флаг Сьерра-Леоне                   | Сьерра-Леоне                                                                           | Сьерра-Леоне                                                                           | Королева                                        | Елизавета II                                           | 1961 год—1971 год                                        |      |
| Флаг Сьерра-Леоне                   | Сьерра-Леоне                                                                           | Сьерра-Леоне                                                                           | Генерал-губернатор                              | Эндрю Джаксон-Смит Джон Амаду Бангура Банджа Теджан-Си | 1967 год—1968 год 1968 год 1968 год—1971 год             |      |
| Флаг Сьерра-Леоне                   | Сьерра-Леоне                                                                           | Сьерра-Леоне                                                                           | Премьер-министр                                 | Эндрю Джаксон-Смит Патрик Конте Сиака Стивенс          | 1967 год—1968 год 1968 год (1967 год, 1968 год—1971 год) |      |
| Флаг Танзании                       | Танзания                                                                               | Танзания                                                                               | Президент                                       | Джулиус Ньерере                                        | 1964 год—1985 год                                        |      |
| Флаг Того                           | Того                                                                                   | Того                                                                                   | Президент                                       | Гнассингбе Эйадема                                     | 1967 год—2005 год                                        |      |
|                                     | Тунис                                                                                  | Тунис                                                                                  | Президент                                       | Хабиб Бургиба                                          | 1957 год—1987 год                                        |      |
| Флаг Уганды                         | Уганда                                                                                 | Уганда                                                                                 | Президент                                       | Милтон Оботе                                           | 1966 год—1971 год, 1980 год—1985 год                     |      |
|                                     | Центральноафриканская Республика                                                       | Центральноафриканская Республика                                                       | Президент                                       | Жан Бедель Бокасса                                     | 1966 год—1976 год                                        |      |
| Флаг Чада                           | Чад                                                                                    | Чад                                                                                    | Президент                                       | Франсуа Томбалбай                                      | 1960 год—1975 год                                        |      |
| Флаг Чада                           | Чад                                                                                    | Чад                                                                                    | Премьер-министр                                 | Франсуа Томбалбай                                      | 1959 год—1975 год                                        |      |
|                                     | Экваториальная Гвинея Испанская колония, получившая независимость 12 октября 1968 года | Экваториальная Гвинея Испанская колония, получившая независимость 12 октября 1968 года | Президент                                       | Франсиско Масиас Нгема                                 | 1968 год—1979 год                                        |      |
|                                     | Эфиопия                                                                                | Эфиопия                                                                                | Император                                       | Хайле Селассие                                         | 1930 год—1936 год, 1941 год—1974 год                     |      |
| Премьер-министр                     | Эфиопия                                                                                | Эфиопия                                                                                | Аклилу Хабте Вольде                             | 1961 год—1974 год                                      |                                                          |      |
|                                     | Южно-Африканская Республика                                                            | Южно-Африканская Республика                                                            | Государственный президент                       | Джошуа Франсуа Науде (и. о.) Якобус Йоханнес Фуше      | 1967 год—1968 год 1968 год—1975 год                      |      |
| Премьер-министр                     | Южно-Африканская Республика                                                            | Южно-Африканская Республика                                                            | Балтазар Форстер                                | 1966 год—1978 год                                      |                                                          |      |

## Европа
| Флаг                                           | Страна                                    | Страна                                    | Должность                                                            | Имя | Начало и конец срока                                                                             | Фото |
| ---------------------------------------------- | ----------------------------------------- | ----------------------------------------- | -------------------------------------------------------------------- | --- | ------------------------------------------------------------------------------------------------ | ---- |
| Флаг Австрии                                   | Австрия                                   | Австрия                                   | Федеральный президент                                                | Франц Йонас | 1965 год—1974 год                                                                                |      |
| Флаг Австрии                                   | Австрия                                   | Австрия                                   | Федеральный канцлер                                                  | Йозеф Клаус | 1964 год—1970 год                                                                                |      |
|                                                | Албания                                   | Албания                                   | Первый секретарь Центрального Комитета                               | Энвер Ходжа | 1941 год—1985 год                                                                                |      |
| Председатель Президиума Народного собрания     | Албания                                   | Албания                                   | Хаджи Леши                                                           | 1953 год—1982 год                                                                                               |                                                                                                  |      |
| Председатель Совета министров                  | Албания                                   | Албания                                   | Мехмет Шеху                                                          | 1954 год—1981 год                                                                                               |                                                                                                  |      |
| Флаг Андорры                                   | Андорра                                   | Андорра                                   | Соправители                                                          | Шарль Де Голль Президент Французской Республики                                                                 | 1959 год—1969 год                                                                                |      |
| Флаг Андорры                                   | Андорра                                   | Андорра                                   | Соправители                                                          | Рамон Иглеисас-и-Навори Епископ Урхельский                                                                      | 1943 год—1969 год                                                                                |      |
| Флаг Бельгии                                   | Бельгия                                   | Бельгия                                   | Король                                                               | Бодуэн | 1951 год—1993 год                                                                                |      |
| Флаг Бельгии                                   | Бельгия                                   | Бельгия                                   | Премьер-министр                                                      | Поль ван ден Буйнантс Гастон Эйскенс                                                                            | (1966 год—1968 год, 1978 год—1979 год) (1949 год—1950 год, 1958 год—1961 год, 1968 год—1973 год) |      |
|                                                | Народная Республика Болгария              | Народная Республика Болгария              | Генеральный (Первый) секретарь ЦК Болгарской коммунистической партии | Тодор Живков | 1954 год—1989 год                                                                                |      |
| Председатель Совета министров                  | Народная Республика Болгария              | Народная Республика Болгария              | 1962 год—1971 год                                                    | Тодор Живков |                                                                                                  |      |
| Председатель Президиума Народного собрания     | Народная Республика Болгария              | Народная Республика Болгария              | Георгий Трайков                                                      | 1964 год—1971 год                                                                                               |                                                                                                  |      |
| Флаг Ватикана                                  | Ватикан                                   | Ватикан                                   | Папа                                                                 | Павел VI | 1963 год—1978 год                                                                                |      |
| Флаг Ватикана                                  | Ватикан                                   | Ватикан                                   | Государственный секретарь                                            | кардинал Амлето Джованни Чиконьяни                                                                              | 1961 год—1969 год                                                                                |      |
|                                                | Великобритания                            | Великобритания                            | Королева                                                             | Елизавета II | 1952 год—2022 год                                                                                |      |
| Премьер-министр                                | Великобритания                            | Великобритания                            | Гарольд Вильсон                                                      | 1964 год—1970 год, 1974 год—1976 год                                                                            |                                                                                                  |      |
| Флаг Венгрии                                   | Венгерская Народная Республика            | Венгерская Народная Республика            | Генеральный секретарь ЦК Венгерской социалистической рабочей партии  | Янош Кадар | 1956 год—1988 год                                                                                |      |
| Флаг Венгрии                                   | Венгерская Народная Республика            | Венгерская Народная Республика            | Председатель Президиума Венгерской Народной Республики               | Пал Лошонци | 1967 год—1987 год                                                                                |      |
| Флаг Венгрии                                   | Венгерская Народная Республика            | Венгерская Народная Республика            | Председатель Совета министров                                        | Йенё Фок | 1967 год—1975 год                                                                                |      |
|                                                | Германская Демократическая Республика     | Германская Демократическая Республика     | Генеральный секретарь ЦК Социалистической единой партия Германии     | Вальтер Ульбрихт                                                                                                | 1950 год—1971 год                                                                                |      |
| Председатель Государственного совета           | Германская Демократическая Республика     | Германская Демократическая Республика     | 1960 год—1973 год                                                    | Вальтер Ульбрихт                                                                                                |                                                                                                  |      |
| Председатель Совета министров                  | Германская Демократическая Республика     | Германская Демократическая Республика     | Вилли Штоф                                                           | 1964 год—1973 год, 1976 год—1989 год                                                                            |                                                                                                  |      |
|                                                | Греция                                    | Греция                                    | Король                                                               | Константин II Георгиос Дзойтакис (регент)                                                                       | 1964 год—1974 год 1967 год—1972 год                                                              |      |
| Премьер-министр                                | Греция                                    | Греция                                    | Георгиос Пападопулоc                                                 | 1967 год—1973 год                                                                                               |                                                                                                  |      |
| Флаг Дании                                     | Дания                                     | Дания                                     | Король                                                               | Фредерик IX | 1947 год—1972 год                                                                                |      |
| Флаг Дании                                     | Дания                                     | Дания                                     | Премьер-министр                                                      | Йенс Отто Краг Хилмар Баунсгор                                                                                  | (1962 год—1968 год, 1971 год—1972 год) 1968 год—1971 год                                         |      |
| Флаг Ирландии                                  | Ирландия                                  | Ирландия                                  | Президент                                                            | Имон де Валера                                                                                                  | 1959 год—1973 год                                                                                |      |
| Флаг Ирландии                                  | Ирландия                                  | Ирландия                                  | Премьер-министр (тишек)                                              | Джон Линч | 1966 год—1973 год, 1977 год—1979 год                                                             |      |
| Флаг Исландии                                  | Исландия                                  | Исландия                                  | Президент                                                            | Аусгейр Аусгейрссон Кристьяун Эльдьяудн                                                                         | 1952 год—1968 год 1968 год—1980 год                                                              |      |
| Флаг Исландии                                  | Исландия                                  | Исландия                                  | Премьер-министр                                                      | Бьярни Бенедиктссон                                                                                             | 1961 год, 1963 год—1970 год                                                                      |      |
|                                                | Испания                                   | Испания                                   | Каудильо                                                             | Франсиско Франко                                                                                                | 1936 год—1975 год                                                                                |      |
| Премьер-министр                                | Испания                                   | Испания                                   | 1938 год—1973 год                                                    | Франсиско Франко                                                                                                |                                                                                                  |      |
|                                                | Италия                                    | Италия                                    | Президент                                                            | Джузеппе Сарагат                                                                                                | 1964 год—1971 год                                                                                |      |
| Премьер-министр                                | Италия                                    | Италия                                    | Альдо Моро Джованни Леоне Мариано Румор                              | (1963 год—1968 год, 1974 год—1976 год) (1963 год, 1968 год) (1968 год—1970 год, 1973 год—1974 год)              |                                                                                                  |      |
|                                                | Лихтенштейн                               | Лихтенштейн                               | Князь                                                                | Франц Иосиф II                                                                                                  | 1938 год—1989 год                                                                                |      |
| Премьер-министр                                | Лихтенштейн                               | Лихтенштейн                               | Герард Батлинерд                                                     | 1962 год—1970 год                                                                                               |                                                                                                  |      |
| Флаг Люксембурга                               | Люксембург                                | Люксембург                                | Великий герцог                                                       | Жан | 1964 год—2000 год                                                                                |      |
| Флаг Люксембурга                               | Люксембург                                | Люксембург                                | Премьер-министр                                                      | Пьер Вернер | 1959 год—1974 год, 1979 год—1984 год                                                             |      |
| Флаг Мальты                                    | Мальта                                    | Мальта                                    | Королева                                                             | Елизавета II | 1964 год — 1974 год                                                                              |      |
| Флаг Мальты                                    | Мальта                                    | Мальта                                    | Генерал-губернатор                                                   | Морис Дорман | 1964 год—1971 год                                                                                |      |
| Флаг Мальты                                    | Мальта                                    | Мальта                                    | Премьер-министр                                                      | Джордж Борг Оливер                                                                                              | 1964 год—1971 год                                                                                |      |
| Флаг Монако                                    | Монако                                    | Монако                                    | Князь                                                                | Ренье III | 1949 год—2005 год                                                                                |      |
| Флаг Монако                                    | Монако                                    | Монако                                    | Премьер-министр                                                      | Поль Деманж | 1966 год—1969 год                                                                                |      |
| Флаг Нидерландов                               | Нидерланды                                | Нидерланды                                | Королева                                                             | Юлиана | 1948 год—1980 год                                                                                |      |
| Флаг Нидерландов                               | Нидерланды                                | Нидерланды                                | Премьер-министр                                                      | Пит Де Йонгт | 1967 год—1971 год                                                                                |      |
| Флаг Норвегии                                  | Норвегия                                  | Норвегия                                  | Король                                                               | Улаф V | 1957 год—1991 год                                                                                |      |
| Флаг Норвегии                                  | Норвегия                                  | Норвегия                                  | Премьер-министр                                                      | Пер Бортен | 1965 год—1971 год                                                                                |      |
| Флаг Польши                                    | Польская Народная Республика              | Польская Народная Республика              | Председатель ЦК Польской объединенной рабочей партии                 | Владислав Гомулка                                                                                               | 1956 год—1970 год                                                                                |      |
| Флаг Польши                                    | Польская Народная Республика              | Польская Народная Республика              | Председатель Государственного совета                                 | Эдвард Охаб Мариан Спыхальский                                                                                  | 1964 год—1968 год 1968 год—1970 год                                                              |      |
| Флаг Польши                                    | Польская Народная Республика              | Польская Народная Республика              | Председатель Совета министров                                        | Юзеф Циранкевич                                                                                                 | 1954 год—1970 год                                                                                |      |
|                                                | Португалия                                | Португалия                                | Президент                                                            | Америку де Деуш Томаш                                                                                           | 1958 год—1974 год                                                                                |      |
| Премьер-министр                                | Португалия                                | Португалия                                | Антониу ди Салазар Марселу Каэтану                                   | 1932 год—1968 год 1968 год—1974 год                                                                             |                                                                                                  |      |
|                                                | Социалистическая Республика Румыния       | Социалистическая Республика Румыния       | Генеральный (первый) секретарь ЦК Румынской коммунистической партии  | Николае Чаушеску                                                                                                | 1965 год—1989 год                                                                                |      |
| Председатель Государственного Совета           | Социалистическая Республика Румыния       | Социалистическая Республика Румыния       | 1965 год—1967 год 1967 год—1974 год                                  | Николае Чаушеску                                                                                                |                                                                                                  |      |
| Премьер-министр                                | Социалистическая Республика Румыния       | Социалистическая Республика Румыния       | Ион Георге Маурер                                                    | 1961 год—1974 год                                                                                               |                                                                                                  |      |
| Флаг Сан-Марино                                | Сан-Марино                                | Сан-Марино                                | Капитаны-регенты                                                     | Доменико Форчеллини и Романо Микелотти Марино Бенедетто Беллуцци и Данте Росси Пьетро Джанчекки и Альдо Дзаволи | 1967 год—1968 год 1968 год 1968 год—1969 год                                                     |      |
|                                                | Союз Советских Социалистических Республик | Союз Советских Социалистических Республик | Первый секретарь ЦК КПСС                                             | Леонид Брежнев                                                                                                  | 1964 год—1982 год                                                                                |      |
| Председатель Совета министров                  | Союз Советских Социалистических Республик | Союз Советских Социалистических Республик | Алексей Косыгин                                                      | 1964 год—1980 год                                                                                               |                                                                                                  |      |
| Председатель Президиума Верховного Совета СССР | Союз Советских Социалистических Республик | Союз Советских Социалистических Республик | Николай Подгорный                                                    | 1965 год—1977 год                                                                                               |                                                                                                  |      |
|                                                | Федеративная Республика Германии          | Федеративная Республика Германии          | Федеральный президент                                                | Генрих Любке | 1959 год—1969 год                                                                                |      |
| Федеральный канцлер                            | Федеративная Республика Германии          | Федеративная Республика Германии          | Курт Георг Кизингер                                                  | 1966 год—1969 год                                                                                               |                                                                                                  |      |
|                                                | Финляндия                                 | Финляндия                                 | Президент                                                            | Урхо Калева Кекконен                                                                                            | 1956 год—1982 год                                                                                |      |
| Премьер-министр                                | Финляндия                                 | Финляндия                                 | Рафаэль Паасио Мауно Койвисто                                        | (1966 год—1968 год, 1972 год) 1968 год—1970 год                                                                 |                                                                                                  |      |
|                                                | Франция                                   | Франция                                   | Президент                                                            | Шарль де Голль                                                                                                  | 1959 год—1969 год                                                                                |      |
| Премьер-министр                                | Франция                                   | Франция                                   | Жорж Помпиду Морис Кув де Мюрвиль                                    | 1962 год—1968 год 1968 год—1969 год                                                                             |                                                                                                  |      |
|                                                | Чехословацкая Социалистическая Республика | Чехословацкая Социалистическая Республика | Генеральный секретарь ЦК Коммунистической партии Чехословакии        | Антонин Новотный Александр Дубчек                                                                               | 1953 год—1968 год 1968 год—1969 год                                                              |      |
| Президент                                      | Чехословацкая Социалистическая Республика | Чехословацкая Социалистическая Республика | Антонин Новотный Йозеф Ленарт Людвик Свобода                         | 1957 год—1968 год 1968 год 1968 год—1975 год                                                                    |                                                                                                  |      |
| Премьер-министр                                | Чехословацкая Социалистическая Республика | Чехословацкая Социалистическая Республика | Йозеф Ленарт Олдржих Черник                                          | 1963 год—1968 год 1968 год—1970 год                                                                             |                                                                                                  |      |
| Флаг Швейцарии                                 | Швейцария                                 | Швейцария                                 | Президент                                                            | Вилли Шпюлер | 1963 год, 1968 год                                                                               |      |
|                                                | Швеция                                    | Швеция                                    | Король                                                               | Густав VI Адольф                                                                                                | 1950 год—1973 год                                                                                |      |
| Премьер-министр                                | Швеция                                    | Швеция                                    | Таге Фритьоф Эрландер                                                | 1946 год—1969 год                                                                                               |                                                                                                  |      |
|                                                | Югославия                                 | Югославия                                 | Председатель Президиума ЦК Союза коммунистов Югославии               | Иосип Броз Тито                                                                                                 | 1945 год—1980 год                                                                                |      |
| Президент                                      | Югославия                                 | Югославия                                 | 1953 год—1980 год                                                    | Иосип Броз Тито                                                                                                 |                                                                                                  |      |
| Председатель Союзного исполнительного веча     | Югославия                                 | Югославия                                 | Мика Шпиляк                                                          | 1967 год—1969 год                                                                                               |                                                                                                  |      |

## Океания
| Флаг                | Страна                                                                        | Должность          | Имя                                 | Начало и конец срока                 | Фото |
| ------------------- | ----------------------------------------------------------------------------- | ------------------ | ----------------------------------- | ------------------------------------ | ---- |
| Флаг Австралии      | Австралия                                                                     | Королева           | Елизавета II                        | 1952 год—2022 год                    |      |
| Флаг Австралии      | Австралия                                                                     | Генерал-губернатор | Ричард Кейси                        | 1965 год—1969 год                    |      |
| Флаг Австралии      | Австралия                                                                     | Премьер-министр    | Джон Макьюэн Джон Гортон            | 1967 год—1968 год 1968 год—1971 год  |      |
| Флаг Науру          | Науру Подопечная территория ООН, получившая независимость 31 января 1968 года | Президент          | Хаммер Деробурт                     | 1968 год—1976 год                    |      |
| Флаг Новой Зеландии | Новая Зеландия                                                                | Королева           | Елизавета II                        | 1952 год—2022 год                    |      |
| Флаг Новой Зеландии | Новая Зеландия                                                                | Генерал-губернатор | Артур Порритт                       | 1967 год—1972 год                    |      |
| Флаг Новой Зеландии | Новая Зеландия                                                                | Премьер-министр    | Кит Холиок                          | 1957 год, 1960 год—1972 год          |      |
| Флаг островов Кука  | Острова Кука (государственное образование, ассоциированное с Новой Зеландией) | Премьер-министр    | Альберт Генри                       | 1965 год—1978 год                    |      |
| Флаг Самоа          | Западное Самоа                                                                | О ле Ао О ле Мало  | Малиетоа Танумафили II Сусуга       | 1962 год—2007 год                    |      |
| Флаг Самоа          | Западное Самоа                                                                | Премьер            | Фиаме Матаʻафа Фаумуина Мулинуʻу II | 1962 год—1970 год, 1973 год—1975 год |      |
| Флаг Тонги          | Тонга (протекторат Великобритании)                                            | Король             | Тауфа’ахау Тупоу IV                 | 1965 год—2006 год                    |      |
| Флаг Тонги          | Тонга (протекторат Великобритании)                                            | Премьер            | Фатафехи Туипелехаке                | 1965 год—1991 год                    |      |

## Северная и Центральная Америка
| Флаг                          | Страна                    | Должность                | Имя                                                                   | Начало и конец срока                                                                 | Фото |
| ----------------------------- | ------------------------- | ------------------------ | --------------------------------------------------------------------- | ------------------------------------------------------------------------------------ | ---- |
| Флаг Барбадоса                | Барбадос                  | Королева                 | Елизавета II                                                          | 1966 год—2021 год                                                                    |      |
| Флаг Барбадоса                | Барбадос                  | Генерал-губернатор       | Арли Уинстон Скотт                                                    | 1967 год—1976 год                                                                    |      |
| Флаг Барбадоса                | Барбадос                  | Премьер-министр          | Эррол Бэрроу                                                          | 1966 год—1976 год, 1986 год—1987 год                                                 |      |
|                               | Гаити                     | Президент                | Франсуа Дювалье                                                       | 1957 год—1971 год                                                                    |      |
| Флаг Гватемалы                | Гватемала                 | Президент                | Хулио Мендес Монтенегро                                               | 1966 год—1970 год                                                                    |      |
| Флаг Гондураса                | Гондурас                  | Президент                | Освальдо Лопес Арельяно                                               | 1963 год—1971 год, 1972 год—1975 год                                                 |      |
| Флаг Доминиканской Республики | Доминиканская Республика  | Президент                | Хоакин Балагер                                                        | 1960 год—1962 год, 1966 год—1978 год, 1986 год—1996 год                              |      |
| Флаг Канады                   | Канада                    | Королева                 | Елизавета II                                                          | 1952 год—2022 год                                                                    |      |
| Флаг Канады                   | Канада                    | Генерал-губернатор       | Роланд Миченер                                                        | 1967 год—1972 год                                                                    |      |
| Флаг Канады                   | Канада                    | Премьер-министр          | Лестер Пирсон Пьер Трюдо                                              | 1963 год—1968 год (1968 год—1979 год, 1980 год—1984 год)                             |      |
|                               | Коста-Рика                | Президент                | Хосе Трехос Фернандес                                                 | 1966 год—1970 год                                                                    |      |
|                               | Куба                      | Премьер-министр          | Фидель Кастро                                                         | 1965 год—2011 год                                                                    |      |
| Премьер-министр               | Куба                      | 1959 год—2008 год        | Фидель Кастро                                                         |                                                                                      |      |
| Президент                     | Куба                      | Освальд Дортикос Торрадо | 1959 год—1976 год                                                     |                                                                                      |      |
| Флаг Мексики                  | Мексика                   | Президент                | Густаво Диас Ордас                                                    | 1964 год—1970 год                                                                    |      |
|                               | Никарагуа                 | Президент                | Анастасио Сомоса Дебайле                                              | 1967 год—1972 год, 1974 год—1979 год                                                 |      |
|                               | Панама                    | Президент                | Марко Аурелио Роблес Арнульфо Ариас Мадрид Хосе Мария Пинилья Фабрега | 1964 год—1968 год (1940 год—1941 год, 1949 год—1951 год, 1968 год) 1968 год—1969 год |      |
| Флаг Сальвадора               | Сальвадор                 | Президент                | Фидель Санчес Эрнандес                                                | 1967 год—1972 год                                                                    |      |
| Флаг США                      | Соединённые Штаты Америки | Президент                | Линдон Джонсон                                                        | 1963 год—1969 год                                                                    |      |
| Флаг Тринидада и Тобаго       | Тринидад и Тобаго         | Королева                 | Елизавета II                                                          | 1962 год — 1976 год                                                                  |      |
| Флаг Тринидада и Тобаго       | Тринидад и Тобаго         | Генерал-губернатор       | Соломон Хочой                                                         | 1962 год—1972 год                                                                    |      |
| Флаг Тринидада и Тобаго       | Тринидад и Тобаго         | Премьер-министр          | Эрик Уильямс                                                          | 1962 год—1981 год                                                                    |      |
| Флаг Ямайки                   | Ямайка                    | Королева                 | Елизавета II                                                          | 1962 год—2022 год                                                                    |      |
| Флаг Ямайки                   | Ямайка                    | Генерал-губернатор       | Клиффорд Кэмпбеллд                                                    | 1962 год—1973 год                                                                    |      |
| Флаг Ямайки                   | Ямайка                    | Премьер-министр          | Хью Ширер                                                             | 1967 год—1972 год                                                                    |      |

## Южная Америка
| Флаг           | Страна    | Должность                     | Имя                                                                                | Начало и конец срока                                                                                              | Фото |
| -------------- | --------- | ----------------------------- | ---------------------------------------------------------------------------------- | --- | ---- |
| Флаг Аргентины | Аргентина | Президент                     | Хуан Карлос Онганиа                                                                | 1966 год—1970 год                                                                                                 |      |
| Флаг Боливии   | Боливия   | Президент                     | Рене Баррьентос Ортуньо                                                            | 1966 год—1969 год                                                                                                 |      |
|                | Бразилия  | Президент                     | Артур да Коста-и-Силва                                                             | 1967 год—1969 год                                                                                                 |      |
|                | Венесуэла | Президент                     | Рауль Леони                                                                        | 1964 год—1969 год                                                                                                 |      |
| Флаг Гайаны    | Гайана    | Королева                      | Елизавета II                                                                       | 1962 год — 1970 год                                                                                               |      |
| Флаг Гайаны    | Гайана    | Генерал-губернатор            | Дэвид Роуз                                                                         | 1966 год—1969 год                                                                                                 |      |
| Флаг Гайаны    | Гайана    | Премьер-министр               | Форбс Бёрнхем                                                                      | 1966 год—1980 год                                                                                                 |      |
| Флаг Колумбии  | Колумбия  | Президент                     | Карлос Льерас Рестрепо                                                             | 1966 год—1970 год                                                                                                 |      |
|                | Парагвай  | Президент                     | Альфредо Стресснер                                                                 | 1954 год—1989 год                                                                                                 |      |
| Флаг Перу      | Перу      | Президент                     | Фернандо Белаунде Терри Хуан Веласко Альварадо                                     | (1963 год—1968 год, 1980 год—1985 год) 1968 год—1975 год                                                          |      |
| Флаг Перу      | Перу      | Председатель Совета министров | Рауль Ферреро Освальдо Эрсельес Гарсия Мигель Мухика Гальо Эрнесто Монтанье Санчес | 1967 год—1968 год 1968 год 1968 год—1973 год                                                                      |      |
| Флаг Уругвая   | Уругвай   | Президент                     | Хорхе Пачеко Ареко                                                                 | 1967 год—1972 год                                                                                                 |      |
| Флаг Чили      | Чили      | Президент                     | Эдуардо Фрей Монтальва                                                             | 1964 год—1970 год                                                                                                 |      |
| Флаг Эквадора  | Эквадор   | Президент                     | Отто Аросемена Хосе Мария Веласко Ибарра                                           | 1966 год—1968 год (1934 год—1935 год, 1944 год—1947 год, 1952 год—1956 год, 1960 год—1961 год, 1968 год—1972 год) |      |

## Комментарии
1. ↑  Ушёл в отставку 17 мая 1968 года на волне критики. После падения режима в 1975 году остался во Вьетнаме, в 1983 году бежал в Сингапур.
2. ↑  Военный, генерал. Свергнут в ходе переворота 17 июля 1968 года, выслан в Турцию. В 1979 году вернулся в Ирак, но в 2003 вновь эмигрировал. Скончался в Аммане (Иордания) в 2007 году.
3. ↑  Военный, генерал, премьер-министр в 1963 году. Генеральный секретарь Регионального руководства Партии арабского социалистического возрождения с 1965 года. Занял посты президента и председателя Совета революционного командования.
4. ↑  Смещён в ходе переворота 17 июля. Дальнейшая биография неизвестна, скончался в 1986 году.
5. ↑  Полковник, заместитель начальника 2-го бюро разведки, один из руководителей Арабского революционного движения. Смещён и выслан из страны. Убит в июле 1978 года в Лондоне.
6. ↑  После переворота 1970 года посажен под домашний арест, затем выслан во Францию. В эмиграции был одним из лидеров оппозиционных сил, с 1982 года возглавлял правительство в изгнании. В 1992 году вернулся на родину. Основал Буддистскую либерально-демократическую партию, но не имел успеха на выборах. В 1997 году вернулся во Францию, где скончался в 2000 году в возрасте 89 лет.
7. ↑  С 1966 года под домашним арестом. Снят со всех постов и исключён из партии XII пленумом ЦК КПК 31 октября 1968 года. В октябре 1969 года переправлен в специальную тюрьму в Кайфыне, где он скончался 12 ноября того же года в возрасте 70 лет. Полностью реабилитирован решением V пленума ЦК КПК 29 февраля 1980 года.
8. ↑  Член Политбюро ЦК КПК с 1945 года. Участник Синхайской революции 1911 года, в 1920-х был кандидатом в ЦИК Гоминьдана, учился в Москве в Университете им. Сунь Ятсена, в 1932 году был членом правительства Китайской Советской Республики. С 1949 года занимал высшие административные должности, в 1954—1959 годах был председателем Верховного народного суда КНР.
9. ↑  Вдова Сунь Ятсена. Заместитель Председателя КНР с 1959 года.
10. ↑  5 марта 1968 года на национальном референдуме 81,23 % голосов было отдано за установление республики. После провозглашения Республики 11 ноября 1968 года оставил трон. Жмл в Мале, участия в политике не принимал.
11. ↑  Пост упразднен 11 ноября 1968 года.
12. ↑  19 июня 1965 г. возглавил военный переворот и стал председателем Революционного совета, а затем и Совета министров.
13. ↑  Провёл президентские выборы 5 мая 1968 года, на которых победил Базиль Аджу, однако их результаты были аннулированы из-за низкой явки избирателей. Ушёл в отставку после назначения президентом доктора Эмиля Зинсу. В 1973 году по обвинению в заговоре был приговорён к 20 годам тюрьмы. Скончался в 1987 году в Котону.
14. ↑  Назначен президентом страны решением военного командования после отмены результатов президентских выборов, в которых он не участвовал. 28 июля его полномочия были подтверждены на всенародном референдуме. Врач, с 1960 года был на дипломатической работе, занимал посты министра иностранных дел, министра здравоохранения Дагомеи.
15. ↑  Пост упразднён 17 июля 1968 года. Морис Куандете стал начальником штаба армии и в 1969 году осуществил новый военный переворот.
16. ↑  22 июля 1968 года заявил, что передаст власть достойному претенденту, 27 июля объявил, что остаётся на посту, так как такой претендент не явился. После последовавших арестов, армия выступила против президента, Утром 3 августа тот сложил полномочия и уехал в родную деревню. Вернулся на пост по приглашению военных, 5 августа сформировал новое правительство. 16 августа сформированный военными Национальный совет революции упразднил Конституцию 1963 года в связи с чем президент утрачивал свои полномочия, которые переходили к НСР. После сформирования Временного правительства отправлен в отставку. Арестован 16 октября по обвинению в убийстве, после окончания судебного разбирательства вернулся в родную деревню. Арестован 18 марта 1977 году, через несколько часов после убийства президента М.Нгуаби. Казнён 25 марта 1977 года, реабилитирован в 1991 году.
17. ↑  Военный, капитан. Премьер-министр, исполнял обязанности главы государства.
18. ↑  Политический секретарь ЦК Национального революционного движении. Смещён с поста при реорганизации правительства, пост премьер-министра упразднён президентом вопреки Конституции. В августе стал секретарём Национального совета революции, но в декабре был выведен из его состава. Избирался членом Политбюро правящей Конголезской партии труда, но в 1972 году во время попытки переворота был арестован и приговорён к смерти. Помилован, в 1984 году введён в ЦК КПТ, в 1990 избран Генеральным секретарём ЦК КПТ. С 1997 года сенатор. Скончался в 2007 году в Париже в возрасте 74 лет.
19. ↑  Военный, капитан. Окончил училище Сен-Сир во Франции, с 1965 года командующий инженерными войсками. 10 сентября присвоено звание майора.
20. ↑  После переворота 1969 года эмигрировал в Европу. С 1977 года жил в Египте, где создал оппозиционную антиправительственную организацию. Скончался в 2007 году в Каире.
21. ↑  Занимал пост министра иностранных дел. Начал карьеру служащим в муниципалитете Бенгази. С 1962 года работал в федеральном правительстве, в 1963—1964 министр внутренних дел, затем посол в ФРГ, с 1965 года министр планирования и развития.
22. ↑  Генерал-губернатор с 1962 года. Отозван в Великобританию, работал в структурах ООН. Скончался в 2002 году.
23. ↑  Исполняющий обязанности генерал-губернатора.
24. ↑  Премьер-министр Маврикия с 1965 года. Индиец по происхождению, получил образование в Великобритании, занимал посты в колониальной администрации.
25. ↑  Свергнут в результате военного переворота. Скончался в мае 1977 года в заключении при неясных обстоятельствах.
26. ↑  Начальник пехотного училища в Кати. 19 ноября 1968 года возглавил военный переворот, в результате которого был свергнут президент Кейта.
27. ↑  Пост восстановлен 19 ноября 1968 года после военного переворота.
28. ↑  Капитан, директор по обучению военного училища в Кати.
29. ↑  Сын короля Собузы II, принц. Возглавил правительство 16 мая 1967 года.
30. ↑  Военный, бригадный генерал. Свергнут группой сержантов 18 апреля 1968 года. Позднее эмигрировал в США, где скончался в 1996 году.
31. ↑  Полковник, командир 1-го батальона Королевского полка. Пришёл к власти в результате «переворота сержантов» 18 апреля. С 1950 года служил в армии, в 1967 году арестован, затем освобождён и назначен начальником канцелярии посольства в США. Вскоре вернулся в страну. После отставки продолжил службу в армии, в 1969 году получил звание бригадного генерала. 23 марта 1971 года предпринял попытку свержения Сиаки Ственса, но не получил должной поддержки армии и его силы были разбиты гвинейскими войсками. Повешен 29 марта 1971 года в возрасте 41 года.
32. ↑  Главный судья Верховного суда, назначен военными. Адвокат, получил образование в Лондоне, принимал участие в политической жизни Сьерра-Леоне.
33. ↑  Председатель Комитета национальной реформации.
34. ↑  Сержант, Председатель Национального временного совета.
35. ↑  Вице-председатель правительственного совета Рио-Муни, избран президентом страны в сентябре 1968 года. Около 44 лёт, выходец из народности фанг, получил образование в католической миссии, служил в испанской армии в чине сержанта. С 1964 года депутат провинциального собрания.
36. ↑  После отставки заметной роли не играл. Скончался в мае 1969 года в Кейптауне в возрасте 80 лет.
37. ↑  Представитель правящей Национальной партии, министр сельскохозяйственной техники и водных ресурсов. Фермер, в 1950—1959 был администратором провинции Фри-Стейт, министр обороны ЮАР в 1959—1966 годах.
38. ↑  Ушёл в отставку после выхода из правительства министров-католиков. Это привело к роспуску парламента и досрочным парламентским выборам. В 1978 году вновь возглавил правительство.
39. ↑  Лидер Христианской народной партии. Сформировал правительство большой коалиции по итогам парламентских выборов 31 марта 1968 года.
40. ↑  Ушёл в отставку после ослабления позиций Социал-демократической партии на парламентских выборах 23 января 1968 года. В 1971 году вновь возглавил правительство.
41. ↑  Лидер партии Радикальная Венстре. Сформировал коалиционный кабинет правых партий с участием Радикальной Венстре, Венстре и Консервативной народной партии. Окончил коммерческое училище, с 1948 года активист Радикальной Венстре, депутат фолькетинга с 1957 года. Занимал пост министра торговли в 1961—1964 годах.
42. ↑  Истёк четвёртый срок президентских полномочий. Скончался в 1972 году в Рейкьявике в возрасте 78 лет.
43. ↑  Избран на президентских выборах 30 июня 1968 года, победив Гуннара Тороддсена. Археолог, телеведущий, преподаватель университета. С 1947 года директор Национального музея.
44. ↑  Председатель Христианско-демократической партии с 1964 года. Филолог, депутат Учредительного собрания, с 1948 депутат парламента. В 1959 году занял пост министра земледелия, в 1963 году был министром внутренних дел.
45. ↑  Ушёл в отставку в результате кризиса в руководстве страны. Скончался в 1989 году в Варшаве в возрасте 82 лет.
46. ↑  Член Политбюро ЦК ПОРП, министр национальной обороны ПНР (с 1956 года), Маршал Польши (1963). Окончил Варшавский политехнический институт, работал архитектором, в 1931 году вступил в Коммунистическую партию. В 1944 году начальник Главного штаба Армии людовой, Начальник Генерального штаба Войска Польского. С 1945 года член Политбюро ПКП, затем ПОРП. Арестован в 1950 году, освобождён и реабилитирован в 1956 году.
47. ↑  3 августа 1968 года перенёс инсульт, после чего его здоровье стало ухудшаться. 6 сентября был госпитализирован, не смог выполнять обязанности главы правительства, и ушёл в отставку. Скончался в 1970 году в Лиссабоне в возрасте 81 года.
48. ↑  Профессор, доктор права. Кандидатура на пост премьер-министра одобрена Государственным советом 17 сентября 1968 года. Окончил юридический факультет Лиссабонского университета. Был национальным комиссаром организации Португальская молодёжь, министром колоний, министром по делам президентства (1955-58). Ректор Лиссабонского университета в 1959—1962 годах.
49. ↑  Председатель Социал-демократической партии. В 1972 году вновь стал премьер-министром.
50. ↑  Представитель Социал-демократической партии. Из рабочей семьи, служил пожарным, в 1941—1944 годах участвовал в войне с СССР. С 1945 года работал плотником, докером, служащим, учителем. Окончил университет Турку, доктор философии. С 1958 года в руководстве Хельсинкского рабочего сберегательного банка, в 1966—1967 годах министр финансов Финляндии.
51. ↑  Ушёл в отставку 10 июля 1968 года по итогам досрочных парламентских выборов 23-30 июня, проведённых после майских студенческих волнения и забастовок. В 1969 году избран президентом Франции.
52. ↑  Министр иностранных дел с 1958 года. Юрист, с 1930 года служил в финансовых органах. Участник Сопротивления, с 1945 года на дипломатической работе, был послом в США и ФРГ.
53. ↑  Снят с поста решением Пленума ЦК КПЧ, но сохранил пост президента. 22 марта 1968 году подал в отставку со всех постов. Был вне политики, скончался в 1975 году в Праге в возрасте 70 лет.
54. ↑  Член Президиума ЦК КПЧ, секретарь ЦК, Первый секретарь ЦК Коммунистической партии Словакии. Избран на пленуме ЦК КПЧ в результате компромисса между группировками. Родился в семье столяра, в 1925 году вывезен родителями в СССР, жил в Средней Азии и г. Горьком. в 1938 году с семьёй вернулся в Чехословакию, в 1939 году вступил в КПЧ. Работал слесарём, кузнецом, в 1944 году участвовал в Словацком национальном восстании. С1949 года секретарь обкома КПЧ, с 1951 года работал в ЦК КПЧ, в 1955-58 учился в высшей партийной школе в Москве. В 1960 году возглавил Компартию Словакии.
55. ↑  Подал в отставку 22 марта.
56. ↑  Исполняющий обязанности президента.
57. ↑  Генерал армии, сотрудник Института военной истории. Герой Советского Союза, Герой Чехословакии. Избран Национальным собранием 282 голосами из 288. Агроном, В Первую мировую войну бежал из австро-венгерских вооружённых сил и воевал в составе русской армии. Участник выступления Чехословацкого корпуса в России в 1918 году. С 1921 года служил в чехословацкой армии, капитан, в 1939 году уволен, бежал в Польшу, где пытался организовать сопротивление Германии. В сентябре того же года интернирован советскими войсками. В 1942 году сформировал чехословацкий батальон для боевых действий на советско-германском фронте, к 1944 году он вырос в Чехословацкий армейский корпус. С 1945 года министр национальной обороны, дивизионный генерал, с 1948 года член Коммунистической партии. После 1950 года снят с поста, уволен, подвергался аресту. В 1954 году назначен начальником Военной академии, в 1959 году с почётом отправлен в отставку.
58. ↑  Отправлен в отставку 6 апреля новым президентом Л.Свободой. В августе 1968 года поддержал ввод войск Варшавского договора в ЧССР, в дальнейшем был членом Политбюро ЦК КПЧ, депутатом Федерального собрания, с 1981 года Первым секретарём Коммунистической партии Словакии. В 1989 году снят со всех постов. В 1990 исключён из КПЧ. В 2001 привлечён к суду по обвинению в государственной измене, но оправдан. Скончался в 2004 году в Праге в возрасте 80 лет.
59. ↑  Председатель Госплана ЧССР, заместитель Председателя Совета министров. Сформировал правительство реформистского крыла партии. Из шахтёрской семьи, работал токарем, затем окончил Высшую школу горного дела. С 1945 года вступил в КПЧ, с 1949 года на партийной работе. В 1960-х вошёл в правительство как министр топливно-энергетической промышленности.
60. ↑  После отставки занял пост вице-премьера. В 1971 году ушёл из политики. Скончался в 1980 году в Мельбурне в возрасте 80 лет.
61. ↑  Представитель Либеральной партии, сенатор от штата Виктория с 1949 года, министр образования и науки. Окончил Оксфордский университет, с 1940 года служил в Королевских ВВС Австралии, участвовал во Второй мировой войне. Демобилизован в 1944 году после ранения. Ушёл в политику, занимал министерские посты. Избран лидером партии 9 января 1968 года при поддержке министра армии Малколма Фрейзера, опередив своего соперника министра иностранных дел Пола Хэзлака.
62. ↑  Глава местного самоуправления Науру с 1955 года. В 1942 году вместе с другими науранцами был выслан японцами на остров Трук. После возвращения в 1946 году работал в местной администрации. Представлял Науру на переговорах о предоставлении независимости.
63. ↑  Представитель Либеральной партии. 14 декабря 1967 года заявил о своём уходе с поста в апреле 1968 года. После отставки был председателем Комиссии по международному развитию. В 1969 году ушёл на пенсию, читал лекции по истории и политологии, писал мемуары, занимал ряд общественных постов. Скончался в 1972 году в Оттаве в возрасте 75 лет.
64. ↑  Министр юстиции м генеральный прокурор. Юрист, учился в Монреале, Лондоне, Париже, Гарвардском университете США. С 1961 года преподавал в Монреальском университете. В 1965 году вступил в Либеральную партию и был избран в парламент, стал парламентским секретарём Л.Пирсона. Избран лидером Либеральной партии на партийном Конвенте 6 апреля 1968 года в 5-м туре голосования.
65. ↑  Истёк конституционный срок полномочий. После переворота 1968 года эмигрировал в США. Скончался в 1990 году в Майами в возрасте 84 лет.
66. ↑  Представитель Панамистской партии, избран на президентских выборах 12 мая 1968 года, победив Давида Самудио Авилу от Народного Альянса. Президент в 1940-41 и 1949-51 годах. Свергнут 11 октября после попытки сменить командование Национальной гвардии, ночью на 12 октября бежал в Зону Панамского канала, жил в эмиграции в США. Срок президентских полномочий истекал 1 октября 1972 года. Вернулся в страну в 1978 году, в 1984 году баллотировался на пост президента, но после поражения вновь выехал в США. Скончался в 1988 году в Майами в возрасте 86 лет.
67. ↑  Военный, полковник, заместитель командующего Национальной гвардией с 1960 года. 2 октября 1968 года уволен в отставку президентом Ариасом. Вместе с подполковником Омаром Торрихосом и майором Борисом Мартинесом осуществил военный переворот. После отказа бежавшего в Зону Канала вице-президента Рауля Аранго занять пост президента, сформировал военную хунту, которую возглавил совместно с новым командующим Национальной гвардией полковником Боливаром Уррутией
68. ↑  Арестован в президентском дворце ночью на 3 октября 1968 года и выслан из страны. Жил в эмиграции в США. В 1980 году вновь избран президентом Перу.
69. ↑  Военный, дивизионный генерал, командующий сухопутными силами и председатель Объединённого командования вооружённых сил. С 1929 года служил в перуанской армии, окончил Военное училище «Чоррильяс», занимал посты в вооружённых силах. В 1962—1965 годах был военным атташе во Франции. Пришёл к власти в результате военного переворота.
70. ↑  Ушёл в отставку в связи со скандалом вокруг причастности высокопоставленных руководителей страны к контрабанде. Скончался в 1977 году в Лиме в возрасте 65 лет .
71. ↑  Врач, профессор медицины, преподаватель высших учебных заведений Перу. Ушёл в отставку из-за скандала с налоговыми льготами. После переворота эмигрировал в Чили, где скончался в декабре 1969 года в возрасте 61 года.
72. ↑  Крупный бизнесмен, возглавил внепартийное правительство. Смещён в ходе военного переворота. В 1980-85 годах был послом в Испании. Скончался в 2001 году в Лиме в возрасте 91 года.
73. ↑  Военный, генерал-майор, Главный инспектор Вооружённых сил. Занимал командные посты в армии, в 1964-65 годах был министром образования Перу, затем командовал 1-м военным округом.
74. ↑  Временный президент. После отставки был депутатом конгресса, преподавал историю и политическую географию. Скончался в 1984 году в Салинасе в возрасте 58 лет.
75. ↑  Президент в 1934—1936, 1944-47, 1952—1956, и 1960—1961 годах. Лидер Национальной федерации веласкистов. От неё избран на президентских выборах 2 июня 1968 года, победив либерал-радикала Андреса Кордову.